# The Rejected Woman

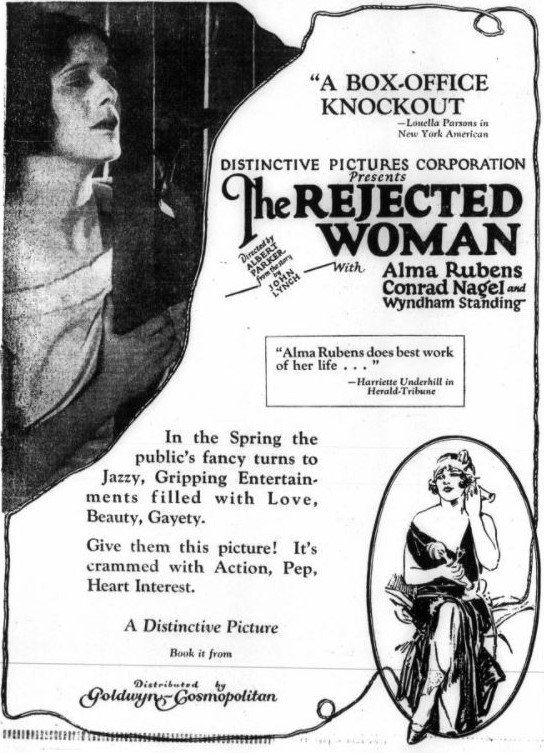
Annonce pour le film.

The Rejected Woman est un film américain réalisé par Albert Parker, sorti en 1924.

## Synopsis
John Leslie est un homme riche de New York qui mène une vie brillante. Alors qu'il pilote son avion au Canada et cherche refuge lors d'une tempête, il rencontre Diane Du Prez. Peu de temps après le retour de John à New York, Diane s'installe en ville et ils commencent à sortir ensemble. Les amis de Leslie sont scandalisés par cette relation, car Diane est pauvre et mal habillée. À l'insu de John, son directeur commercial James Dunbar offre à Diane une aide financière pour qu'elle puisse acheter des vêtements et recevoir l'éducation appropriée pour s'intégrer aux amis de la classe supérieure de John. Le père de Diane, Samuel, tente de dissuader Diane d'accepter l'offre, mais elle ignore les conseils de son père car elle est convaincue que John ne l'aimera jamais, à moins qu'elle ne s'intègre à la haute société.

## Fiche technique
- Réalisateur : Albert Parker
- Scénario : John Lynch
- Photographie : J. Roy Hunt
- Production : Distinctive Pictures
- Genre : Mélodrame[1]
- Distributeur : Goldwyn-Cosmopolitan Distributing Corporation[2]
- Durée : 80 minutes
- Date de sortie : 4 mai 1924

## Distribution
- Alma Rubens : Diane Du Prez
- Conrad Nagel : John Leslie
- Wyndham Standing : James Dunbar
- Béla Lugosi : Jean Gagnon
- George MacQuarrie : Samuel Du Prez
- Frederick Burton : Leyton Carter
- Antonio D'Algy : Craig Burnett
- C. Aubrey Smith : Peter Leslie
- Juliette La Violette : tante Rose
- Leonore Hughes : Lucille Van Tuyl

## Statut du film
Une copie du film est conservée au musée George Eastman House.